# تحليل المنافسين
تحليل المنافسين في التسويق والإدارة الإستراتيجية هو تقييم لنقاط القوة والضعف في المنافسين الحاليين والمحتملين. يوفر هذا التحليل كلاً من السياق الاستراتيجي الهجومي والدفاعي لتحديد الفرص والتهديدات. يجمع التوصيف بين جميع المصادر ذات الصلة لتحليل المنافسين في إطار واحد لدعم صياغة الإستراتيجيات والتنفيذ والمراقبة والتكيف بشكل كفؤ وفعال 
تحليل المنافسين هو عنصر أساسي في إستراتيجية الشركة. يقال أن معظم الشركات لا تجري هذا النوع من التحليل بشكل منهجي بما فيه الكفاية. بدلاً من ذلك، تعمل العديد من الشركات على ما يسمى «الانطباعات غير الرسمية والتخمينات والحدس المكتسب من خلال الحكايات من المعلومات حول المنافسين التي يتلقاها كل مدير باستمرار». نتيجة لذلك، يعرض المسح البيئي التقليدي العديد من الشركات لخطر وجود نقاط منافسة خطيرة بسبب عدم وجود تحليل منافس قوي.

## تحليل المنافس
هناك أسلوب واحد متعارف عليه ومفيد وهو بناء مصفوفة المنافس والتي تشمل الخطوات التالية :
- تحديد الصناعة - نطاق وطبيعة هذه الصناعة.
- تحديد من هم المنافسين.
- تحديد من هم العملاء وما الفوائد التي يتوقعونها.
- حدد نقاط القوة الرئيسية - على سبيل المثال السعر، الخدمة، الراحة، المخزون، إلخ.
- صنّف عوامل النجاح الرئيسية من خلال إعطاء كل واحد ترجيحًا - يجب إضافة مجموع كل الترجيحات بحد أقصى.
- تقييم كل منافس على كل من عوامل النجاح الرئيسية.
- اضرب كل خلية في المصفوفة بواسطة عامل الترجيح.

يمكن عرض ذلك على مصفوفة ثنائية الأبعاد - المنافسون على طول عوامل النجاح الرئيسية والعوامل الجانبية. فيما يلي مثال على مجموعة منافسين:
| عوامل النجاح            | الترجيح | منافس # 1 التقييم | منافس # 1 مرجح | منافس # 2 التقييم | منافس # 2 مرجح |
| ----------------------- | ------- | ----------------- | -------------- | ----------------- | -------------- |
| 1 - توزيع واسع          | 0.4     | 6                 | 2.4            | 3                 | 1.2            |
| 2 - التركيز على العملاء | 0.3     | 4                 | 1.2            | 5                 | 1.5            |
| 3 - وفورات الحجم        | 0.2     | 3                 | 0.6            | 3                 | 0.6            |
| 4 - ابتكار المنتجات     | 0.1     | 7                 | 0.7            | 4                 | 0.4            |
| المجموع                 | 1.0     | 20                | 4.9            | 15                | 3.7            |

في هذا المثال، تم تصنيف المنافس رقم 1 أعلى من المنافس رقم 2 في قدرة ابتكار المنتجات (7 من أصل 10، مقارنة بـ 4 من أصل 10) وشبكات التوزيع (6 من أصل 10)، ولكن تم تصنيف المنافس رقم 2 على أنه أعلى من العملاء التركيز (5 من 10). بشكل عام، تم تصنيف المنافس رقم 1 أعلى قليلاً من المنافس رقم 2 (20 من أصل 40 مقارنة بـ 15 من أصل 40). عندما يتم تقييم عوامل النجاح وفقًا لأهميتها، يحصل المتسابق رقم 1 على تصنيف أفضل بكثير (4.9 مقارنة بـ 3.7).
يمكن إضافة عمودين إضافيين. في عمود واحد، يمكن تصنيف الشركة على كل من عوامل النجاح الرئيسية (حاول أن تكون موضوعيًا وصادقًا). في عمود آخر، يمكن سرد المعايير وهي المعايير المثالية للمقارنات في كل من العوامل وتعكس طريقة عمل الشركة باستخدام أفضل ممارسات الصناعة.

## توصيف المنافس
الأساس المنطقي الاستراتيجي لتوصيف المنافس بسيط وهوأن توفر المعرفة عن المنافسين مصدرا مشروعا للميزة التنافسية. تنطوي المواد الخام ذات الميزة التنافسية على تقديم قيمة عالية للعملاء في السوق المختار للشركة. يتم تعريف قيمة العميل بالنسبة للعروض المنافسة مما يجعل معرفة المنافس عنصرًا جوهريًا في إستراتيجية الشركة. والتوصيف يسهل هذا الهدف الاستراتيجي بثلاث طرق مهمة. أولاً، يمكن أن يكشف التوصيف عن نقاط ضعف إستراتيجية في المنافسين الذين قد تستغلهم الشركة. ثانياً، سيسمح الموقف الاستباقي لتوصيف المنافس للشركة بتوقع الاستجابة الاستراتيجية لمنافسيها لاستراتيجيات الشركة المخططة، واستراتيجيات الشركات المنافسة الأخرى، والتغيرات في البيئة. ثالثا، هذه المعرفة الاستباقية ستمنح الشركات مرونة إستراتيجية. يمكن تنفيذ الإستراتيجية الهجومية بسرعة أكبر من أجل استغلال الفرص والاستفادة من نقاط القوة. وبالمثل، يمكن استخدام إستراتيجية دفاعية بمهارة أكبر من أجل مواجهة تهديد الشركات المتنافسة من استغلال نقاط الضعف الخاصة بالشركة.
تحصل الشركات التي تمارس التوصيف المنهجي والمتقدم للمنافسين على ميزة كبيرة. القدرة الشاملة على التوصيف هي الكفاءة الأساسية المطلوبة للمنافسة الناجحة.
من الأساليب الشائعة إنشاء ملفات تعريف مفصلة عن كل من المنافسين الرئيسيين. تقدم هذه الملفات التعريفية وصفًا متعمقًا لخلفية المنافس، الموارد المالية، المنتجات، الأسواق، المرافق، الموظفين، والاستراتيجيات. وهذا ينطوي:
- خلفية
  - موقع المكاتب والمصانع والحضور على شبكة الإنترنت
  - التاريخ - الشخصيات الرئيسية والتواريخ والأحداث والاتجاهات
  - الملكية، حوكمة الشركات، والهيكل التنظيمي
- المالية
  - نسب السعر إلى الأرباح، وسياسة توزيع الأرباح، والربحية
  - مختلف النسب المالية والسيولة والتدفق النقدي
  - ملف نمو الأرباح. طريقة النمو (العضوية أو الاستحواذ)
- المنتجات
  - المنتجات المقدمة، عمق واتساع خط الإنتاج، وتوازن محفظة المنتجات
  - تطوير منتجات جديدة، ومعدل نجاح منتج جديد، ونقاط قوة البحث والتطوير
  - العلامات التجارية، وقوة محفظة العلامة التجارية، والولاء للعلامة التجارية والوعي بالعلامة التجارية
  - براءات الاختراع والتراخيص
  - مطابقة لمراقبة الجودة
  - الهندسة العكسية أو إعادة التركيب
- التسويق
  - شرائح الخدمة، أسهم السوق، قاعدة العملاء، معدل النمو، ولاء العملاء
  - مزيج ترويجي، ميزانيات ترويجية، موضوعات إعلانية، وكالة إعلانية مستعملة، معدل نجاح قوة المبيعات، إستراتيجية ترويجية عبر الإنترنت
  - قنوات التوزيع المستخدمة (المباشرة وغير المباشرة)، واتفاقيات التفرد، والتحالفات، والتغطية الجغرافية
  - التسعير والخصومات والبدلات
- المرافق
  - طاقة المصنع، معدل استخدام الطاقة، عمر المصنع، كفاءة المصنع، استثمار رأس المال
  - الموقع، والخدمات اللوجستية للشحن، ومزيج المنتج حسب المصنع
- شؤون الموظفين
  - عدد الموظفين والموظفين الرئيسيين ومجموعات المهارات
  - قوة الإدارة، وأسلوب الإدارة
  - التعويضات والمزايا ومعدلات معنويات الموظفين والاحتفاظ بهم
- استراتيجيات الشركات والتسويق
  - الأهداف، بيان المهمة، خطط النمو، عمليات الاستحواذ، وتصفية الاستثمارات
  - استراتيجيات التسويق

## مسح وسائط الإعلام
يمكن لمسح إعلانات المنافسين أن يكشف الكثير عما يعتقده المنافس حول التسويق والسوق المستهدف. يمكن أن تكشف التغييرات في رسالة الإعلان الخاصة بالمنافس عن عروض منتجات جديدة أو عمليات إنتاج جديدة أو استراتيجية جديدة للعلامة التجارية أو استراتيجية جديدة لتحديد المواقع أو استراتيجية تجزئة جديدة أو امتدادات خطية أو تقلصات أو مشاكل في المناصب السابقة أو رؤى مستقاة من أبحاث التسويق أو المنتجات الحديثة اتجاه استراتيجي جديد، أو مصدر جديد للميزة التنافسية المستدامة، أو قيمة عمليات الترحيل داخل الصناعة. قد يشير أيضًا إلى استراتيجية تسعير جديدة مثل الاختراق أو تمييز السعر أو قشط الأسعار أو تجميع المنتجات أو تسعير المنتجات المشتركة أو الخصومات أوالبيع بخسائر. قد يشير أيضًا إلى استراتيجية ترويجية جديدة مثل الدفع والسحب وتوليد المبيعات على المدى القصير وإنشاء الصور على المدى الطويل والمعلوماتية والمقارنة والعاطفية والتذكير والأهداف الإبداعية الجديدة ومقترح البيع الفريد الجديد والمفاهيم الإبداعية الجديدة والنداءات واللون، والسمات، أو وكالة إعلانات جديدة. قد يشير أيضًا إلى استراتيجية توزيع جديدة أو شركاء توزيع جدد أو توزيع أكثر شمولًا أو توزيع أكثر كثافة أو تغيير في التركيز الجغرافي أو التوزيع الحصري. يمكن استخدام تقنيات مماثلة من خلال مراقبة أهداف وممارسات تحسين محرك البحث المنافس. على سبيل المثال، من خلال إجراء بحث حول الكلمات الرئيسية، قد يكون بمقدور الشخص تحديد السوق أو الكلمات الرئيسية أو المنتجات التي يستهدفها المنافس. تسمح المقاييس الأخرى باكتشاف نجاح المنافس.
.
تكشف الإستراتيجية الإعلامية للمنافس عن تخصيص الميزانية وتقسيمها واستراتيجية الاستهداف والانتقائية والتركيز. من منظور تكتيكي، يمكن استخدامه أيضًا لمساعدة المدير على تنفيذ خطته الإعلامية الخاصة. من خلال معرفة شراء المنافس لوسائل الإعلام، واختيار الوسائط، والتردد، والوصول، والاستمرارية، والجداول الزمنية، والرحلات الجوية، يمكن للمدير ترتيب خطته الإعلامية الخاصة بحيث لا تتزامن.
تشمل المصادر الأخرى لذكاء الشركات المعارض التجارية وبراءات الاختراع والعملاء المشتركين والتقارير السنوية والجمعيات التجارية.
تقوم بعض الشركات بتوظيف محترفي تجميع معلومات المنافسة للحصول على هذه المعلومات. تحتفظ جمعية محترفي الاستخبارات التنافسية بقائمة من الأفراد الذين يقدمون هذه الخدمات.

## المنافسين الجدد
بالإضافة إلى تحليل المنافسين الحاليين، من الضروري تقدير التهديدات التنافسية المستقبلية. المصادر الأكثر شيوعًا للمنافسين الجدد هي:
- الشركات المتنافسة في المنتجات / السوق ذات الصلة
- الشركات التي تستخدم التقنيات ذات الصلة
- الشركات التي تستهدف بالفعل شريحة السوق الرئيسية المستهدفة ولكن مع منتجات غير ذات صلة
- شركات من مناطق جغرافية أخرى ومع منتجات مماثلة
- الشركات الناشئة الجديدة التي ينظمها الموظفون السابقون و / أو مديرو الشركات القائمة

من المحتمل أن يكون دخول المنافسين الجدد عندما يكون:
- هناك هوامش ربح عالية في هذه الصناعة
- هناك طلب غير ملبى (العرض غير كاف) في الصناعة
- لا توجد حواجز كبيرة أمام الدخول
- هناك إمكانات نمو مستقبلية
- المنافسة التنافسية ليست قوية
- الحصول على ميزة تنافسية على الشركات القائمة أمر ممكن
- عدم الرضا عن الموردين الحاليين